# زافودوسبينسكويي (سفيردلوفسك)
زافودوسبينسكويي (بالروسية: Заводоуспенское) هي مدينة في مقاطعة سفيردلوفسك أوبلاست في روسيا.

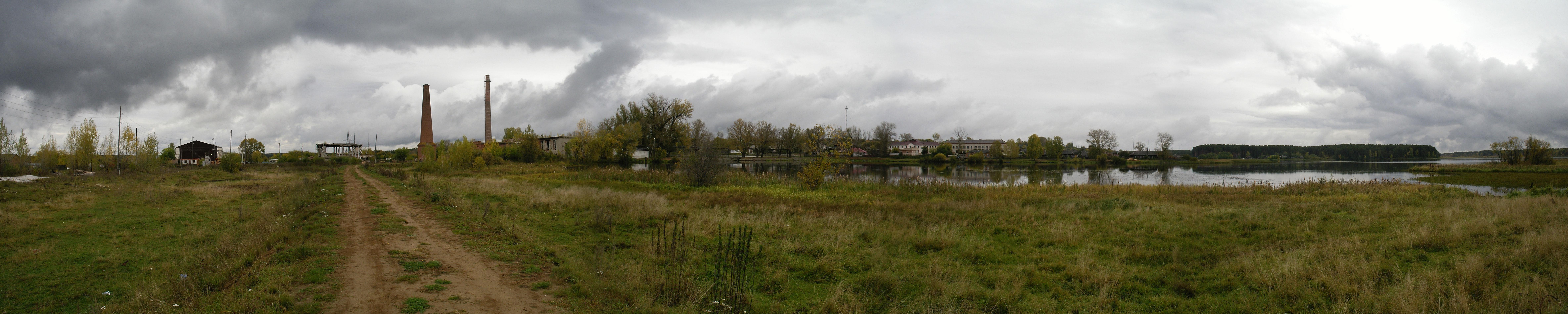

يبلغ عدد سكانها حوالي 1429 نسمة.